# Рияк
Рияк (пол. Ryjak) — гірська річка в Польщі, у Ясельському повіті Підкарпатського воєводства. Права притока Вислоки, (басейн Балтійського моря).

## Опис
Довжина річки 11 км, падіння річки 170  м, похил річки 15,46  м/км, найкоротша відстань між витоком і гирлом — 9,12  км, коефіцієнт звивистості річки — 1,27 . Формується притоками та безіменними потоками.

## Розташування
Бере початок на північно-східних схилах гори Черемха (670 м) на висоті 590 м над рівнем моря (гміна Кремпна). Тече переважно на північний захід через Ожинну, Граб, Вишеватку і у селі Розстайне на висоті 420 м над рівнем моря впадає у річку Вислоку, праву притоку Вісли.

## Притоки
- Чумак, Жидовчик, Рувна (праві); Варадокі, Завель (ліві)[2].

## Цікавий факт
- У селі Граб річку перетинають туристичні шляхи, яки на мапі туристичній значаться кольором: синім (Хотарне (Словаччина) — Граб — Магурський ландшафтний заказник); зеленим (Хотарне (Словаччина) — Граб — Високе (687 м) — Кремпна)[3].